# 有鼻魚形介
有鼻魚形介（学名：Paradoxostoma nasus）为魚形介科魚形介屬下的一个种。